# Cencosud
Cencosud (originalmente, siglas para Centros Comerciales Sudamericanos S.A.) es un consorcio empresarial multinacional chileno que opera en diversos países de América, principalmente en el rubro minorista. Fue fundado por el empresario alemán nacionalizado chileno Horst Paulmann.
La empresa se originó a través del autoservicio «Las Brisas», fundado por Paulmann junto con su hermano Jürgen en la ciudad de Temuco, en el sur de Chile. En 1976 se separaron las operaciones y Horst inauguró «Jumbo», el primer hipermercado del país, en el sector nororiente de Santiago; años más tarde lo hizo en Buenos Aires. En los años posteriores, amplió su línea de supermercados y centros comerciales hasta 2005, cuando adquirieron Almacenes París en Chile. De allí en adelante, Cencosud se expandió a Brasil, Colombia y Perú, convirtiéndose en una de las cadenas minoristas más grandes de América Latina.
A 2011, Cencosud totalizó ingresos por venta equivalentes a 15 600 millones de dólares anuales y un EBITDA de 1 295 millones de dólares estadounidenses. En total, sus tiendas suman 1129 supermercados, 117 tiendas de mejoramiento del hogar, 48 tiendas por departamento y 67 centros comerciales, presencia en ocho países y más de 100 000 empleados. Sus ingresos provienen en el 41 % de Chile, su país de origen, mientras que el 29 % lo hace de Argentina, 21 % de Brasil, 8 % de Perú y 1 % de Colombia, por la compra de la operación de Carrefour en Colombia.

## Historia

### Inicios
La historia de Cencosud se remonta a la fundación de los primeros almacenes en el sur de Chile por su fundador Horst Paulmann, junto a su hermano mayor Jürgen, durante los años 1950. En 1952, el padre de los hermanos junto con su primer cuñado adquieren la quinta de recreo «Las Brisas», un restorán ubicado en el centro de Temuco, el cual en 1956 pasan a administrar los hermanos Paulmann, quienes agregan bailables, música en vivo y atención hasta altas horas de la noche, fórmula que no tuvo mucho éxito. En 1961, Horst y Jürgen dejan el rubro de restaurante y, tras la muerte de su padre, transforman «Las Brisas» en el primer autoservicio, en un local de 400 m², el cual abre en 1963. Para 1970, Las Brisas tenía cinco sedes, entre Concepción y Valdivia, y si bien durante la Unidad Popular se detuvo en parte el crecimiento, en 1974 se inaugura un local en Santiago y un local autoservicio mayorista llamado PyP (Pasando y Pasando) en Avenida Santa Rosa 3570. Ya más adelante, Las Brisas se convertiría en una importante cadena de supermercados que cubrió diversas localidades entre Arica y Puerto Montt.
En 1975, los hermanos Paulmann inician la construcción del primer hipermercado del país: Jumbo, ubicado en la Avenida Presidente Kennedy, Las Condes. Sin embargo, roces familiares obligaron a separar los negocios. En 1976, Horst se alejaría de «Las Brisas» (que siguió en manos de su hermano Jürgen), y daría el primer paso a la creación de Cencosud con la inauguración de Jumbo, el cual con más de 7000 m², ofrecía una variedad de productos en un solo lugar de manera inédita en Chile para ese entonces. La empresa se constituye el 10 de noviembre de 1978 y Horst Paulmann asume el cargo de presidente y director ejecutivo.
En 1982, inicia su expansión internacional abriendo su primer Jumbo en Buenos Aires, ubicado en la zona de Parque Brown, con una superficie aproximada de 7000 m². 
En 1988 inaugura el que será el centro comercial más grande de la Argentina, Unicenter Shopping, en la localidad de Martínez a las afueras de Buenos Aires, y en 1993 abre sus puertas el Mall Alto Las Condes (el primero del holding en Chile) ubicado al oriente de la ciudad de Santiago. En esta década, también se introduce la marca Easy tanto en Chile como en Argentina. En 2000 se expande con el primer Jumbo en Rancagua, junto a Easy en el Nuevo Centro Rancagua, los primeros fuera de Santiago. En 2001 se crea la marca de centros de entretención Aventura Center, presente en sus centros comerciales.

### Despegue
En 2001, se reúnen a todos los negocios de Horst Paulmann bajo el nombre Cencosud S.A. como tal (anteriormente, se usaba la marca Hipermercados Jumbo S.A. para los activos, excepto los inmobiliarios). En 2002, se adquiere por parte de Empresas Iansa la cadena minorista de venta de productos agrícolas Proterra, que tenía presencia entre Curicó y Osorno, las cuales fueron integradas a la cadena de mejoramiento del hogar Easy. En Argentina ocurre algo similar, al quedarse con las sucursales de la estadounidense The Home Depot, que estaba en retirada del mercado sudamericano, locales que también se integraron la marca Easy (en Chile las sucursales de The Home Depot quedaron en manos de Falabella).
El 6 de febrero de 2003, Cencosud anunció su interés de adquirir las operaciones de la cadena de supermercados Santa Isabel en Chile a la neerlandesa Ahold, que contaba con 75 supermercados distribuidos entre Arica y Puerto Montt y un centro de distribución ubicado en Santiago. Santa Isabel también poseía sucursales en Perú, pero estas fueron adquiridas el grupo Interbank. La operación se concretó el 31 de julio de ese año. También se adquiere la cadena de supermercados Tops. Estas adquisiciones permitieron incrementar su participación de mercado supermercadista chileno hasta el 19 %. Ese mismo año, se inauguraron dos centros comerciales en Santiago (Mall Florida Center y Portal La Dehesa). Por otra parte, comienza el desarrollo de la actividad crediticia, con la formación de "Cencosud Administradora de Tarjetas de Crédito S.A." y el lanzamiento de la tarjeta de crédito Jumbo Más, para realizar compras en los diversos comercios de la compañía en Chile. Tanto Jumbo como Easy siguen inaugurando sucursales en Chile y en Argentina.
En 2004 continúa con su proceso de expansión, tanto orgánico como inorgánico. En este último punto se destacan las adquisiciones de las cadenas de supermercados Las Brisas a su hermano Jürgen (diecisiete locales) y Montecarlo a la familia Cantergiani (quince locales), en Chile. Estas marcas fueron descontinuadas e integradas a la cadena Santa Isabel. En mayo de este año se destaca también la apertura bursátil de la empresa en la Bolsa de Comercio de Santiago.
Se destaca la inauguración de dos Jumbo en Chile, El Llano en Santiago y otro en Temuco, más uno en Argentina: Rosario. Se inauguraron, también, dos supermercados Santa Isabel: Linares y Calera de Tango. Easy, por su parte inauguró un local en Chile: El Llano y dos en Argentina: Rosario y Tucumán.
En 2005 Cencosud adquiere la cadena de tiendas por departamento Almacenes París, la que operaba veintiún tiendas en Chile, así como la agencia de viajes Viajes París, la corredora de seguros Seguros París, el Banco París, la administradora de tarjetas de crédito ACC S.A., la fábrica de muebles Nordik. Asimismo, mediante la compra de París, Cencosud adquirió una parte importante de la inmobiliaria Mall Plaza, dedicada a la construcción y operación de centros comerciales, y que en a la sazón poseía en Santiago los Mall Plaza Vespucio, Oeste, Tobalaba y Norte, además de los Mall Plaza del Trébol, La Serena y Los Ángeles en regiones.
En Chile se inauguraron cuatro nuevos Jumbo, en Chillán, Copiapó, Pajaritos (Maipú) y Puerto Montt; dos Santa Isabel, uno en San Pedro de la Paz (Gran Concepción) y otro en Los Trapenses (Lo Barnechea); dos Easy, Copiapó y Puerto Montt y un París también en Puerto Montt. Además, en la ciudad de Temuco, se inauguró el centro comercial Portal Temuco.
En 2006 continúa con su expansión supermercadista en Chile, con la adquisición de las cadenas Economax, del empresario Carlos Montrone Pla (doce locales en Santiago) e Infante en Antofagasta. Al igual que las adquiridas anteriormente, todas pasan a ser de la cadena Santa Isabel. Asimismo, adquirió la cadena de tiendas de ropa Foster/Eurofashion, que incluía las marcas de vestuario Foster, Marítimo y JJO. En Chile, en tanto, se inauguraron cinco nuevos Jumbo (Antofagasta, Valparaíso, La Serena, Curicó y Los Andes), dos Santa Isabel (Curauma y Puerto Montt), tres Easy (Antofagasta, Valparaíso y La Serena) y cuatro tiendas París (Temuco, Antofagasta, Valparaíso y Curicó).
En 2010 París anuncia la apertura de cuatro tiendas, una de ellas en Copiapó siendo la más grandes de las cuatro por el gran crecimiento demográfico, así como en la misma ciudad se termina la segunda etapa del Portal Copiapó. Con el terremoto y posterior tsunami de principios de ese año, se abrieron diversas tiendas de campaña de las marcas Santa Isabel e Easy en las zonas afectadas. En Concepción pero a finales del mismo año, comienzan las construcciones de los primeros Jumbo e Easy del Gran Concepción.
Cencosud reanuda la construcción del Portal Osorno en 2011. Ese mismo año inaugura un nuevo Jumbo, un Easy y un Santa Isabel en la ciudad de Calama, además un nuevo Jumbo en la ciudad de Iquique y otro en Los Ángeles. En ese mismo, el grupo le compra al empresario Marcelo Calderón el 85 % de la tienda de departamentos Johnson. En noviembre de ese año, Cencosud presenta un nuevo logotipo, que consiste en un círculo azul grande y otro círculo pequeño naranja con contorno azul, ubicado en la parte superior derecha del círculo azul grande, y al centro la palabra "cencosud" en minúsculas, cortando el círculo. Los logotipos de las empresas también cambian su logo basándose en el hasta entonces logotipo de París, que también era un círculo grande con un círculo pequeño en la esquina superior derecha, y  se agrega la palabra "cencosud" abajo del logo.
En el segundo semestre de 2012 se abren al público el Easy y el Jumbo de Hualpén. Además, un supermercado Santa Isabel ubicado en el sector Pedro de Valdivia en Concepción se transforma en Jumbo. Con esto, la cadena de hipermercados inaugura en el Gran Concepción sus primeros dos locales en menos de seis meses, quedando un tercero por inaugurar en el subterráneo del Mall del Centro Concepción, inaugurado entre 2012 y 2013. A pesar del crecimiento explosivo de este holding, su principal accionista sigue considerándose como "un almacenero de corazón", según el mismo ha declarado.
En enero de 2017, se inaugura un nuevo hipermercado Jumbo en Valdivia en conjunto con el centro comercial "Portal Valdivia".
En junio de 2019, el brazo inmobiliario del grupo, Cencosud Shopping, se abrió a bolsa. Su recaudación generó la apertura más grande de la historia de Chile. La filial considera la operaciones de centros comerciales en Chile, Perú y Colombia.
En abril de 2022, Heike Paulmann señaló que su padre Horst no se postulará a la reelección para el directorio de la empresa. Horst fue nombrado presidente honorario de Cencosud por la junta de accionistas. El directorio quedó compuesto por: Heike Paulmann (presidenta), Manfred Paulmann, Felipe Larraín, Jorge Pérez, Julio Moura, Carlos Fernández, Ignacio Pérez, Lieneke Schol y Mónica Contreras.
En julio de 2023 la compañía presentó el proyecto para la construcción de un centro comercial en Vitacura. El complejo se ubicará en un terreno en La Pirámide, en el sector oriente de Santiago.
En diciembre de 2023, Heike deja la presidencia de Cencosud y asume en su reemplazo Julio Moura.
En marzo de 2024, se anunció que la marca Cencosud Shopping Centers pasaría a llamarse Cenco Malls, la cual englobaría a una red de malls chilenos: Costanera Center, Alto Las Condes, Florida Center y los malls Portal. Desde la empresa se indicó que esta es la «nueva marca bajo la cual operarán los centros comerciales de Cencosud Shopping S.A. con presencia en Chile, Perú y Colombia». Además, el directorio de Cencosud Shopping S.A. comunicó el nombre de su nuevo gerente general en Chile: Sebastián Bellocchio Fioretti. 

### Presencia internacional
Si bien las primeras inversiones se llevaron a cabo en la década de 1980, durante la década de 2000 Cencosud expandió su presencia en otros países de la región a través de varios formatos.
En 2004 adquiere la cadena de supermercados Disco en Argentina. Por otra parte se destaca la inauguración del centro comercial más grande del interior de Argentina: Portal Rosario. Durante en 2006, en Argentina se inauguraron tres locales Easy y ocho Disco.
En 2007 Cencosud logra ingresar a tres nuevos mercados. En Colombia, Cencosud intentó ingresar directamente al mercado de Colombia como accionista menor de Almacenes Éxito; sin embargo, finalmente prefirió hacer una alianza con el Grupo Casino, formando un joint venture para el desarrollo de Easy e inaugurando su primer local en dicho país.
Ese mismo año, el ingreso a Brasil se obtuvo mediante la adquisición de la cadena de supermercados GBarbosa, en tanto que en Perú, adquirieron dos cadenas de supermercados: Wong y Metro. Adicionalmente, adquiere en Argentina la cadena de soluciones para la construcción Blaisten, ampliando su participación en el mercado ferretero argentino. A fines del mismo año, Cencosud inició negociaciones para ingresar al mercado uruguayo a través de Tienda Inglesa y a México con la compra de Supermercados Gigante; sin embargo, por estrategia, Cencosud prefirió desistir de adquirir estas últimas cadenas.
Durante 2010, adquiere primero "Súper Familia" y luego Perini, cadena de tiendas de delicatessen ubicada en Bahía. En 2011 aumenta su presencia en Brasil al concretar la compra de la cadena Prezunic, que tiene 31 supermercados.
En 2012 abre en Perú su primer centro comercial con marca propia en Miraflores. En octubre de ese año, Cencosud ingresa directamente al mercado colombiano mediante la adquisición de la operación de Carrefour en dicho país (72 hiper y supermercados, 16 tiendas exprés y 4 tiendas de cash-and-carry, actualmente Easy), en una transacción valorada en US$ 2,600'000,000. La cadena Carrefour adopta las marcas de Jumbo y Metro.
Gracias a este crecimiento exponencial de la cadena, Horst Paulmann es nombrado como el empresario del año de 2011 en Chile.
En mayo de 2022 se anunció que Cencosud adquirió el 67% de The Fresh Market, una cadena de supermercados estadounidense que posee locales principalmente en la costa este del país. El mismo mes se anunció que la empresa formó una asociación para adquirir el 100% de la cadena de supermercados mayorista brasileña GIGA, pagando 500 millones de reales. La empresa fue fundada en 2009, tiene diez tiendas y un centro de distribución en el estado de São Paulo.

#### Perú
Cencosud es uno de los grupos de retail más importantes de Perú, con presencia en las ciudades de Lima, Callao, Arequipa, Trujillo, Chiclayo, Lambayeque, Ica, Cajamarca, Piura, Tumbes, Barranca, Huancayo, Huánuco, Chimbote y Chincha Alta. Ingresa a este país al comprar en 2007 las acciones de Wong y Metro a la Corporación EW de Erasmo Wong.
Actualmente cuenta con más de 87 locales con formatos de hipermercados y supermercados de las tiendas Wong y Metro. Entre 2012 y 2020 contó también con 11 tiendas de París, pero cerraron sus operaciones por baja rentabilidad.
Entre 2007 y 2016, como parte de la herencia de Wong, administró Teleticket, pero vendió el 100% de sus acciones a la compañía chilena Puntoticket por USD 5 millones.

### Banco Cencosud
Desde 2012 se iniciaron las operaciones de Banco Cencosud en Perú, dedicado únicamente al crédito de las tiendas retail del grupo Cencosud. Inició operaciones a nivel nacional, instalando su primera agencia bancaria en la ciudad de Lima en el distrito de Miraflores, simultáneamente se instalaron los centros de atención de tarjetas de crédito del Banco Cencosud en los supermercados e hipermercados Metro de Lima y de provincias, y en el supermercado Wong (Hoy en día Metro) del centro comercial Parque Lambramani en la ciudad de Arequipa.
Se prevé las aperturas de más agencias bancarias en diferentes zonas del Perú. Como producto principal, Banco Cencosud lanzó su plataforma de tarjetas de crédito, Tarjeta Cencosud clásica y también bajo el sistema de Visa y Mastercard. Adicionalmente, también cuenta con diferentes productos como préstamos personales y para empresas, los cuales solamente son ofrecidos en su agencia principal en la ciudad de Lima.
En mayo de 2018, Scotiabank compró el 51% de las acciones del Banco Cencosud por US$ 100 millones.

### Costanera Center

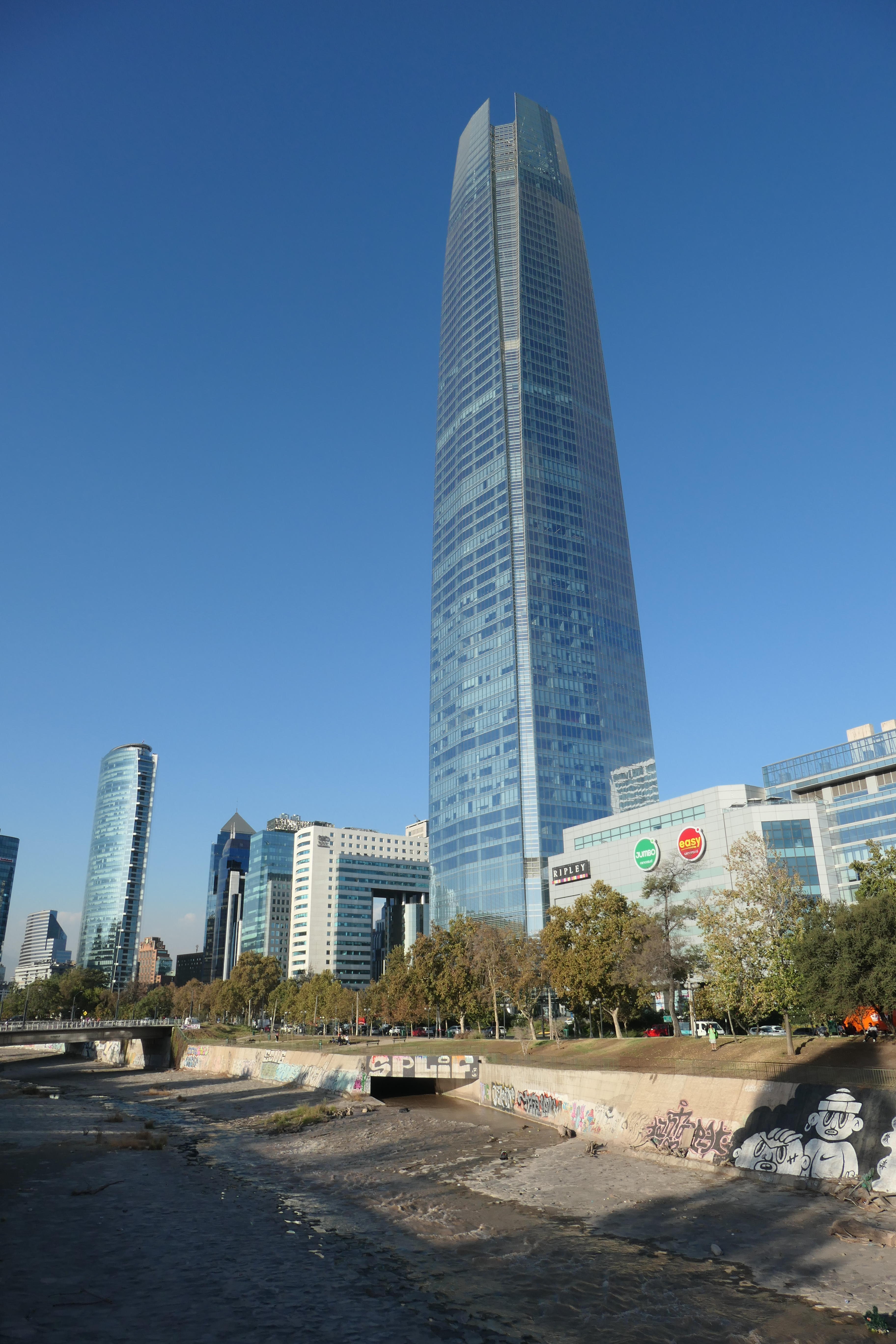
Costanera Center en abril de 2023

A comienzos de 2006 se colocó la primera piedra del mayor proyecto emprendido por Cencosud hasta ese momento, el Costanera Center, complejo inmobiliario de 690 000 m², cuyo presupuesto original era de más de 500 millones de dólares. Contempla un centro comercial de cinco niveles, dos edificios de oficinas, dos hoteles y más de 4500 estacionamientos. Entre los edificios destaca la Gran Torre Santiago, diseñado por el arquitecto César Pelli, que con sus más de 300 metros de altura se convierte en el más alto de América Latina y el segundo más alto del Hemisferio Sur.
El centro comercial se inauguró en junio de 2012 y diversas partes del recinto se han inaugurado desde 2013.

## Principales accionistas
Al cierre de 2022, los principales accionistas de Cencosud eran:
- Familia Paulmann: 55,04 %
- Fondos de pensiones: 12,78 %
- Inversionistas extranjeros: 21 %
- Otros accionistas: 11 %

## Línea de negocios
Los principales negocios del grupo Cencosud son:
- Hipermercados y supermercados
- Tiendas y almacenes de productos para el mejoramiento del hogar (home improvement)
- Tienda por departamento
- Centros comerciales
- Servicios financieros y banca

Al descomponer por rubro, en 2022 el 74 % de sus ingresos provinieron de la división de supermercados, 13 % de mejoramiento del hogar, 10% de tiendas por departamento, 1 % de sus servicios financieros y 2 % de sus centros comerciales.

## Unidades de negocio

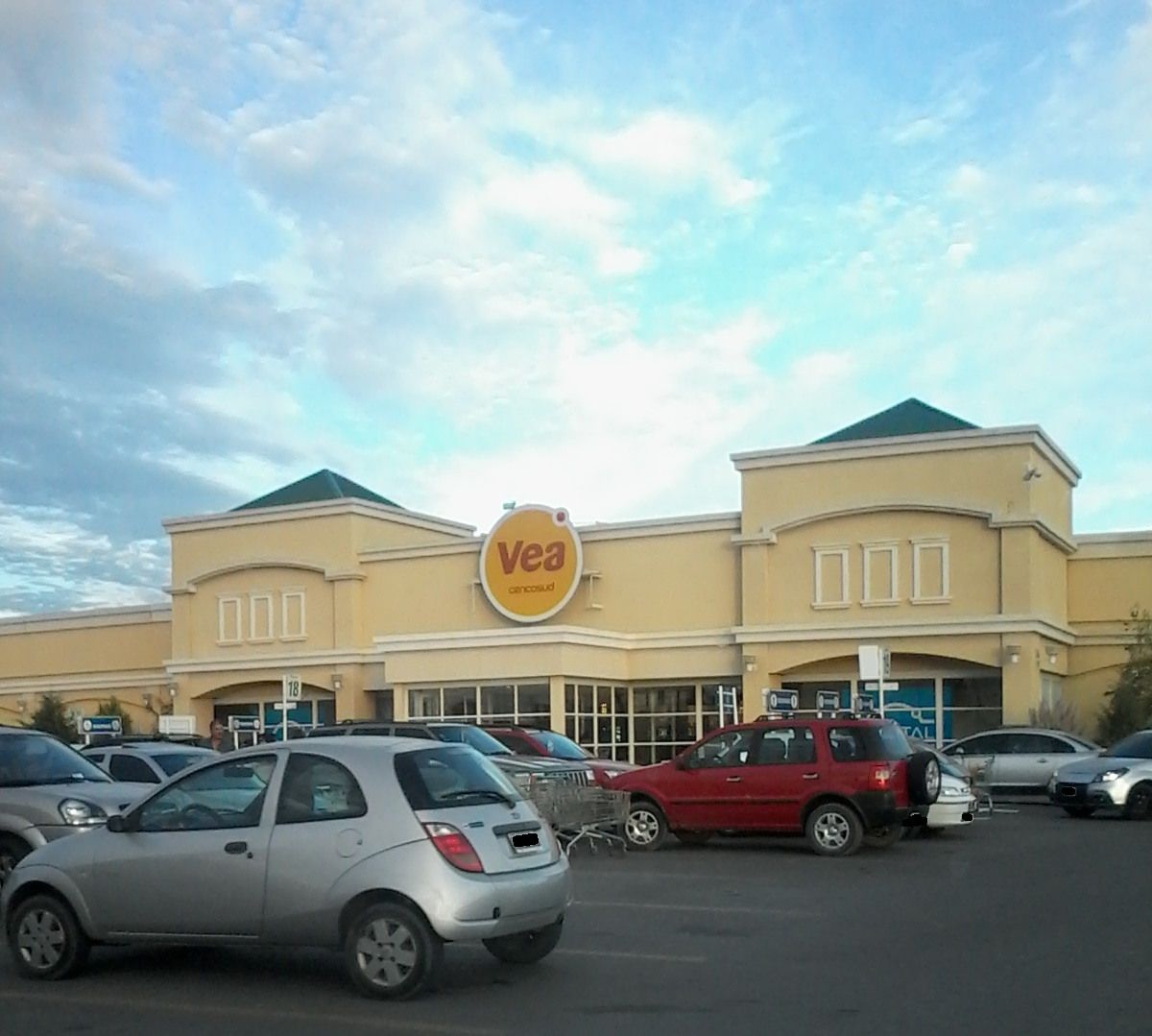
Tienda Vea en Portal Trelew Shopping, Argentina.

### Argentina
- Jumbo, súper e hipermercados.
- Easy, tienda de hogar y de construcción.
- Blaisten, tienda de hogar.
- Supermercados Vea, supermercados.
- Disco, supermercados con formatos que van entre los 800 y los 1600 m².
- SPID, tiendas de conveniencia.
- Cencosud Shopping Centers, cadenas de centros comerciales.
- Tarjeta Cencosud, tarjeta de crédito.
- Cenco Pay, billetera digital del grupo.
- Makro, supermercados mayoristas.
- Basualdo, mayorista de perfumería y limpieza.

### Brasil

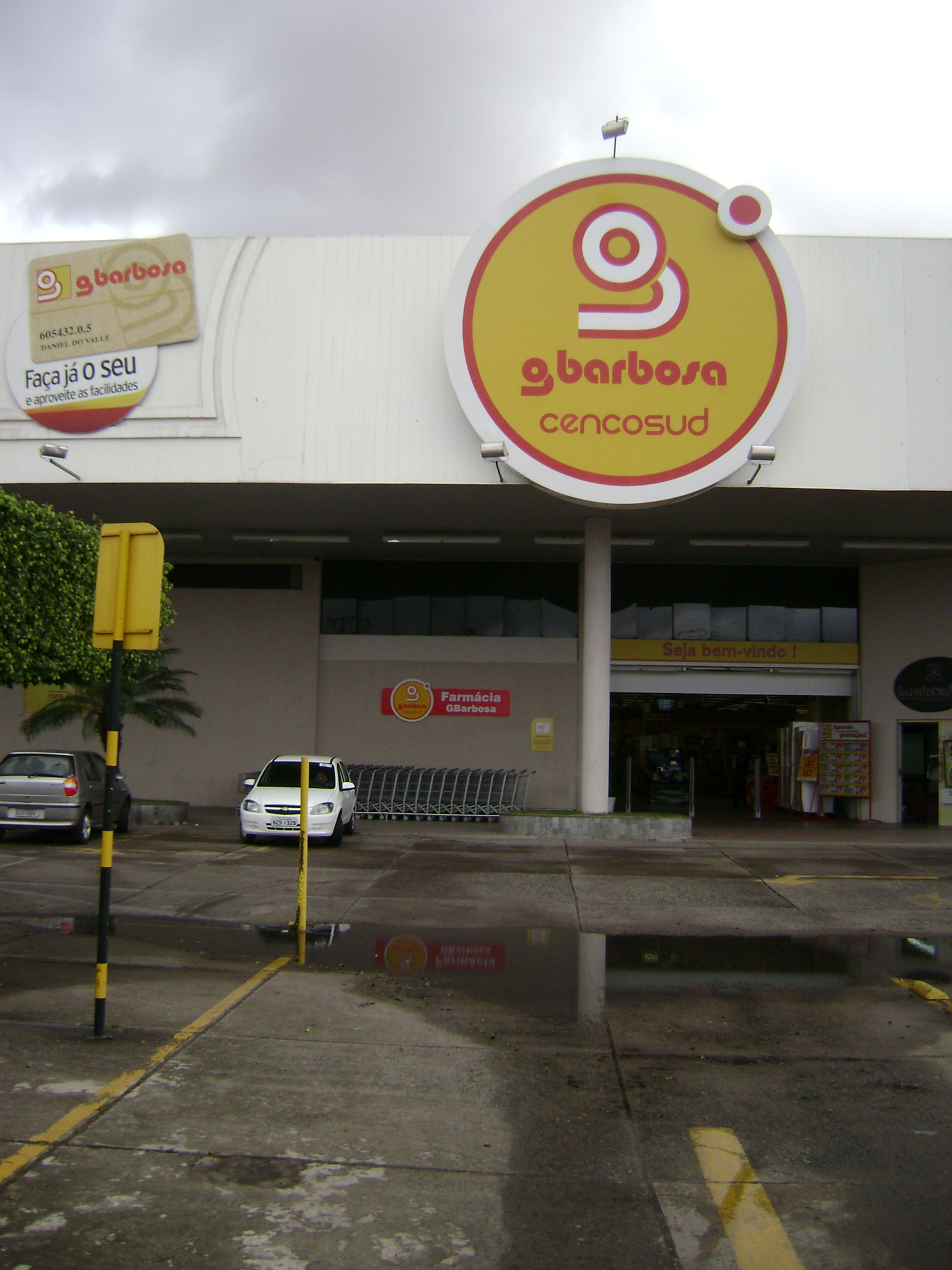
Tienda GBarbosa en Feira de Santana, Bahia, Brasil.

- Tienda GBarbosa en Feira de Santana, Bahia, Brasil.GBarbosa, cadena de supermercados, farmacias y tiendas de electrónica con tiendas en los estados de Alagoas, Bahía, Ceará, Pernambuco y Sergipe.[29]
- Perini, cadena de tiendas de delicatessen ubicada en Bahía y Pernambuco.[34]
- Bretas, supermercados, estaciones de servicios y centros de distribución presente en el centro-sur del país, con tiendas en los estados de Río de Janeiro, São Paulo, Goiás y Minas Gerais.
- Prezunic es la sexta cadena de supermercados más grande de Brasil, con 31 tiendas en ciudad de Río de Janeiro y su región Metropolitana.[35]
- Mercantil Rodrigues, supermercados mayoristas con tiendas en Bahía y Sergipe.
- SPID Rio, tiendas de conveniencia únicamente para la ciudad de Río de Janeiro.
- Supermercados GIGA, supermercados de venta al por mayor. En mayo de 2022 se anunció que Cencosud formó una asociación para adquirir el 100% de la empresa.[40][41]

### Chile

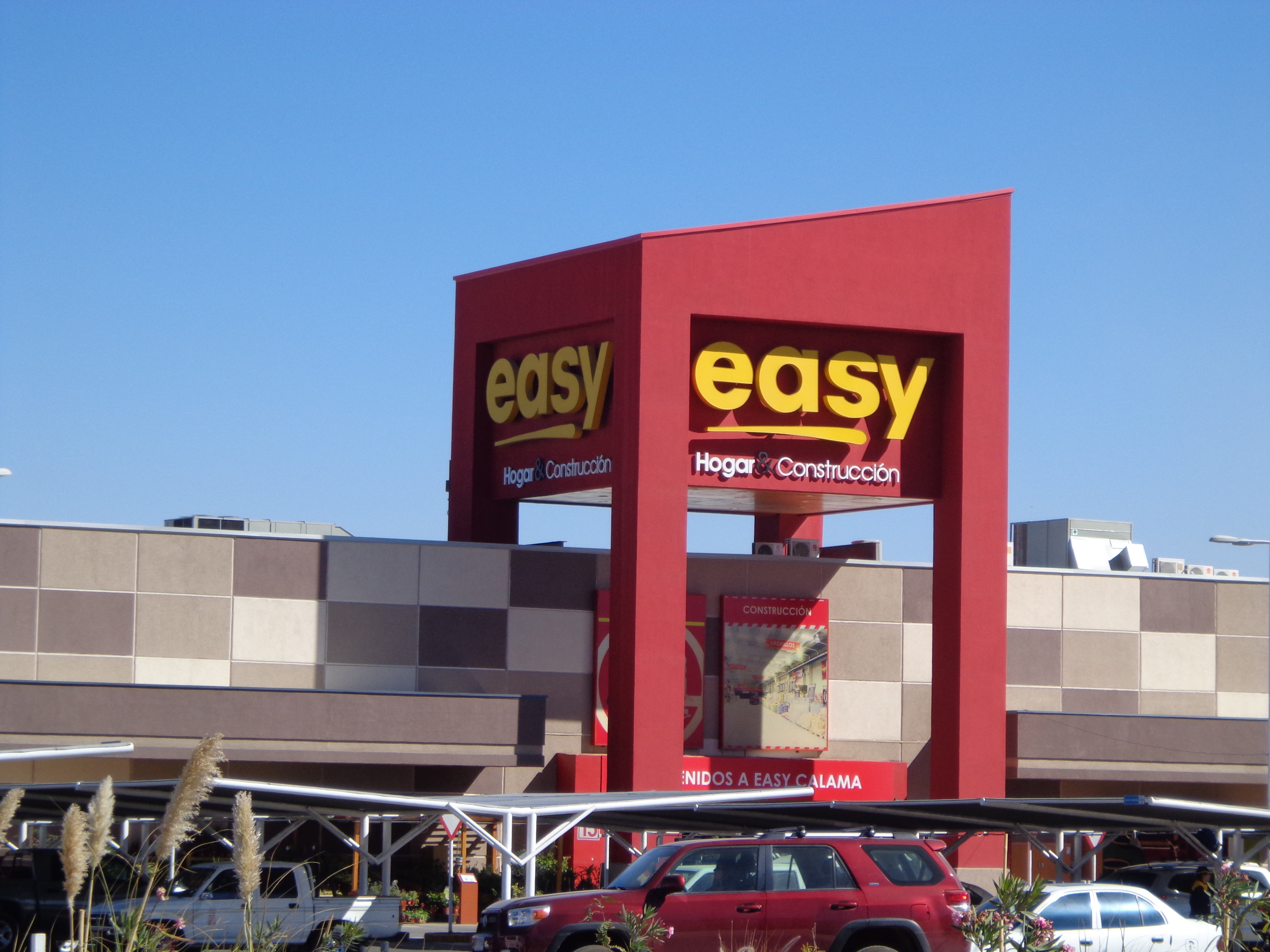
Tienda Easy en Calama, Chile.

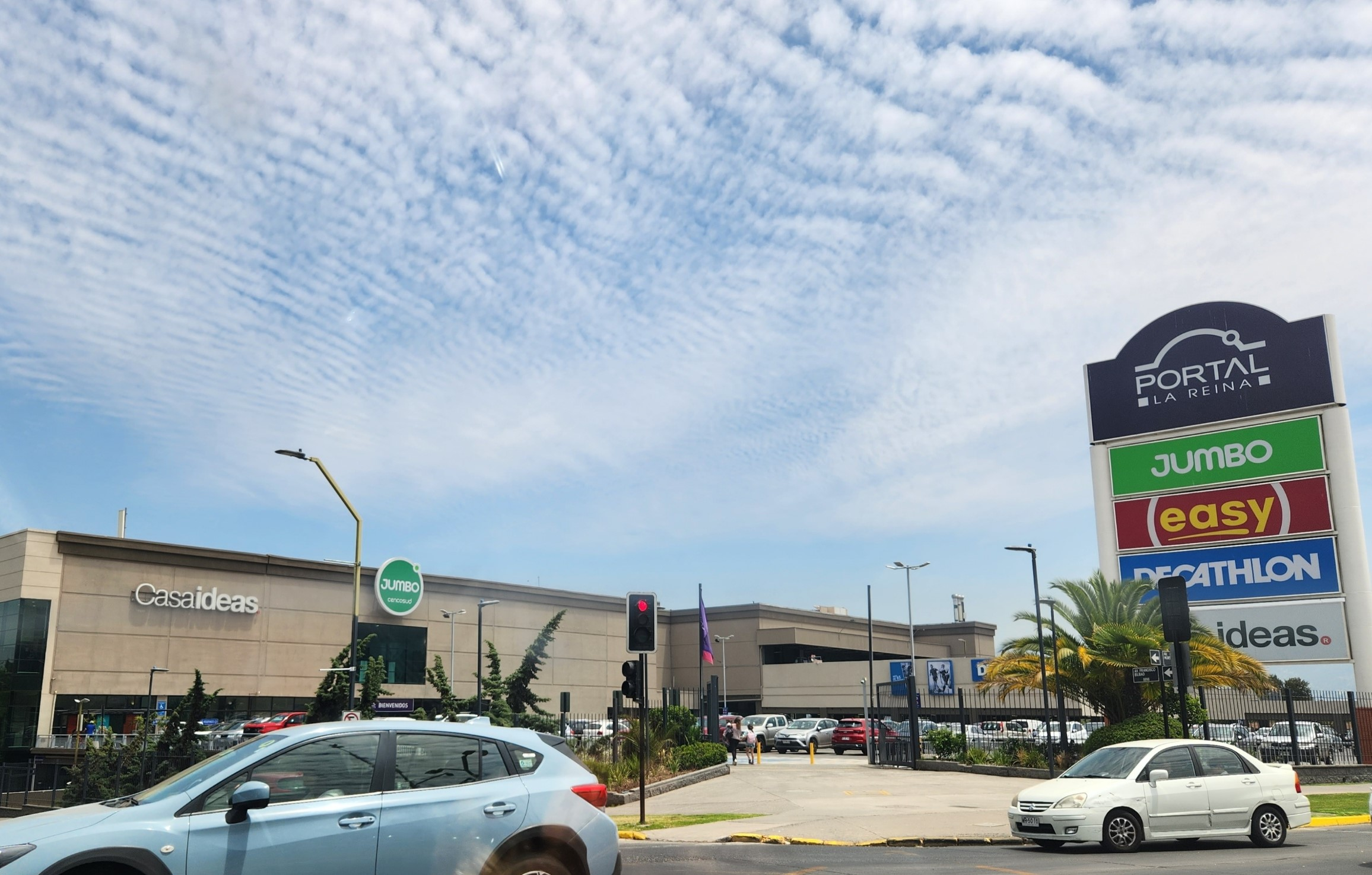
Mall Portal La Reina en Las Condes

- Mall Portal La Reina en Las CondesJumbo, hipermercados y supermercados.
- París, tienda por departamentos.[17]
- Easy, tienda de materiales de construcción y de mejoramiento del hogar.
- Santa Isabel, supermercados.
- SPID, tiendas de conveniencia.[47]
- Puntos Cencosud (anteriormente Néctar (bajo licencia de Groupe Aeroplan) y Círculo Más),[48] programa de fidelización.
- Tarjeta Cencosud (ex Tarjeta Más, Easy Más, Jumbo Más y Tarjeta París Más), tarjetas de crédito y servicios financieros, en asociación con Scotiabank.
- Cenco Pay, billetera digital del grupo.
- Servicios Integrales Clave área de servicios parte de Cencosud.
- Aventura Center, área de entretención para niños y familia.
- Costanera Center, complejo inmobiliario ubicado en Providencia, Santiago y en donde se encuentran:
  - Gran Torre Santiago, rascacielos de 300 metros de altura (el más alto de Sudamérica).[43]
  - Sky Costanera, mirador ubicado en los pisos superiores de la Gran Torre Santiago. Abierto al público desde julio de 2015.
  - Mall Costanera Center, centro comercial bandera de Cencosud, diseñado por cuatro grupos de arquitectos, entre otros, César Pelli, el argentino que diseñó las Torres Petronas.
- Cenco Malls, cadenas de centros comerciales (Alto las Condes, Mall Costanera Center, Mall Florida Center, y la cadena Mall Portal).

### Colombia

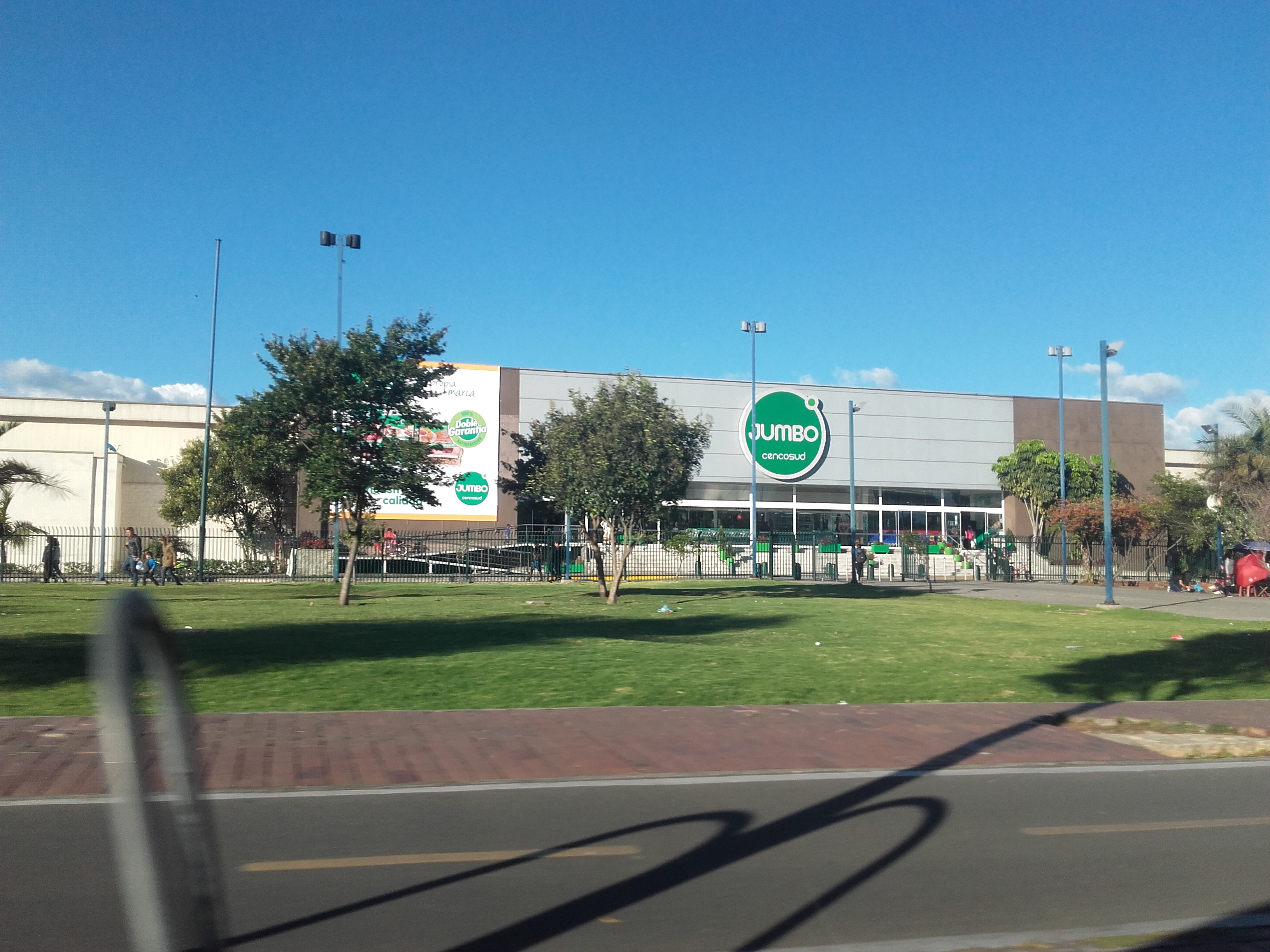
Tienda Jumbo en Bogotá, Colombia.

- Jumbo, hipermercado (antiguos hipermercados Carrefour).
- Easy, tienda del mejoramiento del hogar y de construcción (desde 2007, y en 2013 reemplazando a los antiguos Carrefour Maxi).
- Metro, supermercados que llegaron a reemplazar a algunos supermercados Carrefour y al formato Carrefour Express (ahora SPID).
- SPID, tiendas de conveniencia, en Bogotá reemplazó a las tiendas Metro Express.
- Tarjeta Cencosud Colpatria, tarjeta de crédito y servicios financieros de la cadena, con el respaldo de Colpatria.
- Puntos Cencosud, programa de fidelización.

### Estados Unidos
- The Fresh Market, supermercados. En mayo de 2022 se anunció que Cencosud adquirió el 67% de la compañía que posee locales principalmente en la costa este del país.[39]

### Perú

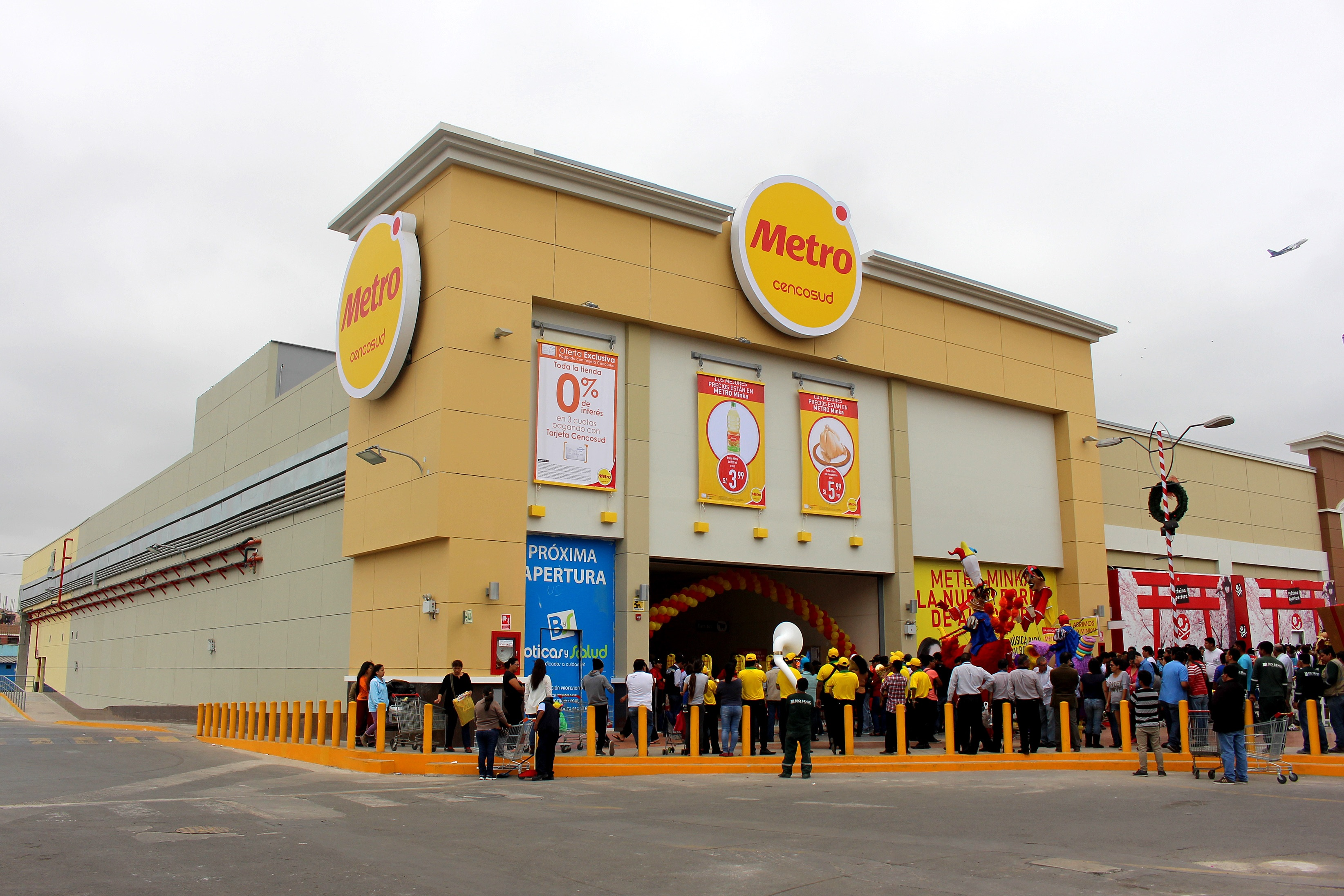
Tienda Metro en el Callao, Perú.

- Wong, supermercados, con panadería, juguetería, venta de entradas para espectáculos (Teleticket), licorería. Posee además un sistema de envíos Wong Pedidos (solo en Lima) y un programa de fidelización Bonus.
- Metro, hipermercados y supermercados.
- SPID, tiendas de conveniencia.
- Shopping Centers, cadenas de centros comerciales. Administra Plaza Lima Sur (Cenco Lima Sur), Cenco La Molina, Centro Cultural Plaza Camacho y Portal Ferrer, Strip Center Metro Canadá, Balta Shopping en Lima y Arequipa Center en Arequipa.
- Caja Cencosud Scotia (anteriormente Banco Cencosud y CRAC CAT) y Tarjeta Cencosud (anteriormente MetroPlazos y Tarjeta Más), servicios financieros, joint-venture con Scotiabank.

### Marcas desaparecidas
- Las cadenas de supermercados Montecarlo, Tops, Las Brisas, Extra, Infante y Economax, fueron adquiridas entre 2003 y 2006 y unificadas en la también adquirida cadena Santa Isabel.
- Johnson, tienda por departamentos chilena, adquirida en 2011 y desaparecida en 2020, absorbida por París.
- París Perú, filial de la tienda por departamentos en Perú.[17]
- Banco París, extensión financiera en Chile de la tienda por departamentos, fundada en 2004, desaparecida en 2016.
- Metro Express, tienda de conveniencia en Colombia, fue reemplazada en 2021 por SPID.
- Eurofashion fue una empresa chilena, especializada en desarrollar marcas de vestuario nacionales e internacionales importados y/o representados por Cencosud en Chile. Perteneció al área de "tiendas por departamento", creada en 2006 y desaparecida en 2021, fue absorbida e integrada por París.[49][50]

## Controversias

### Venta de participación en Mallplaza
Con la compra de la cadena de tiendas por departamento que se inició en Paris en 2005, Cencosud adquirió también participación en la sociedad Mall Plaza, dedicada a la construcción y operación de centros comerciales. Esta era controlada por la familia Solari, que a su vez son dueños de Falabella y competidor directo de París y de Easy. A la fecha contaba con 7 centros comerciales en el país. Se produce tensión entre los socios y diferencias respecto del precio de venta. Esto se resuelve finalmente en 2006.

### Reglamento Tarjeta Más
En enero de 2011 la justicia chilena declaró abusiva una cláusula del reglamento de la tarjeta Jumbo Más, que causó que a los clientes se les cobrara un sobreprecio en el costo de mantención de la tarjeta, y condenó a Cencosud a pagar una multa de 26 000 millones de pesos y devolver el dinero a los clientes afectados, que la Asociación de Consumidores (Conadecus) estimó en 400 000. La sentencia puso fin a una disputa legal comenzada en 2006, mientras Laurence Golborne, quien en 2010 asumió como ministro de Minería del gobierno de Sebastián Piñera, era gerente general de la empresa, que fue representada en el litigio por el abogado Felipe Bulnes, quien ejerció como ministro de Justicia y ministro de Educación en 2011.

### Mercadería para uso humanitario
Ese mismo día apareció en la prensa que, después del terremoto de febrero del año anterior, Cencosud ingresó mercadería al país bajo el rótulo de ayuda humanitaria, eximiéndose de pagar impuestos, para después venderla al Estado de Chile. Los diputados democratacristianos Aldo Cornejo, Gabriel Ascencio, Gabriel Silber y Pablo Lorenzini se reunieron con el director del Servicio Nacional de Aduanas, Gonzalo Sepúlveda, para pedirle que presentara cargos contra la empresa ante la justicia. Finalmente los cargos no fueron presentados, ya que Cencosud pagó los derechos de aduana e IVA por la mercadería ingresada al país. El problema se produjo porque, según Cencosud, se declaró la mercadería importada como ayuda humanitaria para agilizar la entrega y no atascar los camiones en la frontera. Toda la carga había sido comprada por el gobierno de Chile, cuyos pagos retuvo hasta que se aclarara la situación aduanera.

### Caso colusión de los pollos
La Fiscalía Nacional Económica denunció a esta cadena el 6 de enero de 2016, específicamente a los supermercados Jumbo y Santa Isabel, junto con las otras dos cadenas Walmart y SMU, de haber fijado los precios en los pollos, iniciándose el caso de colusión de los pollos. El 10 de enero de 2016 hubo marchas en contra de los citados supermercados y cadenas.